# Detik.com
Detik.com (zapis stylizowany: detikcom) – indonezyjski portal informacyjny należący do koncernu mediowego Trans Media.
Publikuje wiadomości o tematyce ogólnej. Funkcjonuje pod auspicjami grupy Detik Network, w której skład wchodzą także inne lokalne usługi i serwisy internetowe, m.in. CNBC Indonesia, CNN Indonesia, czy też Haibunda. Ta sama firma prowadzi również strony siostrzane, o rozmaitej tematyce: Detik Hot – świat celebrytów, Detik Sport – wiadomości sportowe, Detik Inet – komputery i technika, Detik Food – kulinaria oraz Detik Finance – wiadomości finansowe. Detik.com ma również swoje forum dyskusyjne.
Został założony w 1998 roku. Nastąpiło to po zamknięciu tabloidu „Detik” w 1995 roku podczas rządów gen. Suharto. Z czasem stał się jednym z najchętniej czytanych indonezyjskich mediów cyfrowych. W 2008 r. odwiedzało go ponad 8 mln unikalnych użytkowników miesięcznie. Serwis jest określany jako pionierski w swej kategorii; był pierwszym udanym projektem portalu informacyjnego w Indonezji. W 2011 r. przeszedł w ręce Trans Corporation.
Z raportów Uniwersytetu Stanu Arizona (2011) i Instytutu Reutera (2021) wynika, że jest najczęściej wybieranym internetowym środkiem masowego przekazu w Indonezji. Według danych SimilarWeb odnotowuje ponad 150 mln wizyt miesięcznie (stan na 2020 rok). W grudniu 2020 r. był piątą witryną w kraju pod względem popularności, znajdując się jednocześnie wśród stu najczęściej odwiedzanych stron WWW na świecie (na podstawie danych Alexa Internet).
Serwis jest finansowany przede wszystkim z reklam internetowych.